# Столяр Олена (Галина) Теодорівна
Олена (Галина) Теодорівна Столяр (5 березня 1917, м. Тернопіль — 27 листопада 1942, м. Берлін, Німеччина) — діячка ОУН, учасниця Процесу 59-ти у січні 1941 року.

## Життєпис
Народилася 1917 року (в анкеті арештованої — народилася 1916 в Тернополі), в родині священика з Хмелівки, Теребовлянського району. Дитинство проходило у селі Суховоля, що на Бродівщині.
Навчалася в гімназії «Рідна Школа» у Львові, була членом в організаціях «Пласт», «Союз Українок» та «Просвіта». Після навчання повернулась Суховолі, де продовжувала свою громадську діяльність у товариствах «Рідна школа», «Союз Українок», студентському товаристві «Смолоскип».
Недопущена польською владою до навчання на медичному факультеті Львівського університету, Галя була змушена залишитися в батьків у Тернополі аж до упадку Польщі. Згодом стала членом в ОУН.

### Арештована у Процесі 59-ти
У 1940 році заарештована органами НКВС, стала учасницею відомого львівського Процесу 59-ти над студентами, який відбувався в січні 1941 року. Спочатку її засудили до розстрілу, але згодом помилували до 10 років ув'язнення та відправили з групою засуджених до тюрми в Бердичеві.
Після поспішного відступу Червоної армії їй дивом вдалось врятуватись із атакованої енкаведистами тюрми.

### Новий етап боротьби
Включилась у підпільну боротьбу ОУН з німецькими окупантами. На короткий час була арештована нацистами у Львові, але зуміла втекти.
Під іншим прізвищем виїхала до Німеччини, де мала бути зв'язковою між провідником «Легендою» (Климів Іван) в Мюнхені та Україною. Як жертву більшовицького терору її було прийнято на медицину в німецькому університеті в Берліні. Під виглядом поїздок додому за харчами виконувала доручення проводу ОУН.
Видана гестапо мельниківцем «фольксдойчем» Утьо Соколовським. Соколовський та інші гестаповці слідкували за нею в Мюнхені й Берліні і таки відшукали «зв'язкову хату» теренового проводу ОУН у Німеччині. Арештована гестапо в 1942 році, витримала гестапівські тортури і нікого не видала, розстріляна 27 грудня 1942 р. Віднайдену хату гестапо однак використало як пастку і заарештувало майже весь провід ОУН в Німеччині. За такі успіхи у винищуванню членів «Бандерабевеґунґ» садиста Віллі Вірзінґа було підвищено до головного референта українських справ у СД та гестапо.
Тітка відомого кінопродюсера та режисера українського походження Юрія Лугового.

## Вшанування пам'яті
2000 року одну із вулиць у м. Броди названо її іменем.
4 березня 2007 року у селі Суховоля Бродівського району Львівської області Олені (Галині) Столяр було відкрито меморіальну таблицю.
У 201З році за підтримки Всеукраїнського об'єднання «Свобода» та народного депутата України Ірини Сех у м. Бродах відбулась відкрита першість району з футзалу серед ветеранів, присвячена пам'яті Галини Столяр.